# Kanadas Grand Prix 2025
Kanadas Grand Prix 2025, officiellt Formula 1 AWS Grand Prix du Canada 2025, var ett Formel 1-lopp som kördes den 15 juni 2025 på Circuit Gilles Villeneuve i Montréal i Kanada. Loppet var det tionde loppet ingående i Formel 1-säsongen 2025 och kördes över 70 varv.

## Ställning i mästerskapet före loppet
| Pos. | Förare          | Poäng |
| ---- | --------------- | ----- |
| 1 ▬  | Oscar Piastri   | 186   |
| 2 ▬  | Lando Norris    | 176   |
| 3 ▬  | Max Verstappen  | 137   |
| 4 ▬  | George Russell  | 111   |
| 5 ▬  | Charles Leclerc | 94    |

| Pos. | Konstruktör       | Poäng |
| ---- | ----------------- | ----- |
| 1 ▬  | McLaren-Mercedes  | 362   |
| 2 ▬  | Ferrari           | 165   |
| 3 ▬  | Mercedes          | 159   |
| 4 ▬  | Red Bull          | 144   |
| 5 ▬  | Williams-Mercedes | 54    |

- Notering: Endast de fem bästa placeringarna i vardera mästerskap finns med på listorna.

## Kvalet
Kvalet kördes den 14 juni 2025, klockan 16:00 lokal tid (UTC–4), och fastställde startordningen för loppet.
| Pos.                    | Nr. | Förare            | Konstruktör                  | Kvaltider | Kvaltider | Kvaltider | Start- grid |
| Pos.                    | Nr. | Förare            | Konstruktör                  | Q1        | Q2        | Q3        | Start- grid |
| ----------------------- | --- | ----------------- | ---------------------------- | --------- | --------- | --------- | ----------- |
| 1                       | 63  | George Russell    | Mercedes                     | 1:12.075  | 1:11.570  | 1:10.899  | 1           |
| 2                       | 1   | Max Verstappen    | Red Bull Racing-Honda RBPT   | 1:12.054  | 1:11.638  | 1:11.059  | 2           |
| 3                       | 81  | Oscar Piastri     | McLaren-Mercedes             | 1:11.939  | 1:11.715  | 1:11.120  | 3           |
| 4                       | 12  | Kimi Antonelli    | Mercedes                     | 1:12.279  | 1:11.974  | 1:11.391  | 4           |
| 5                       | 44  | Lewis Hamilton    | Ferrari                      | 1:11.952  | 1:11.885  | 1:11.526  | 5           |
| 6                       | 14  | Fernando Alonso   | Aston Martin Aramco-Mercedes | 1:12.073  | 1:11.805  | 1:11.586  | 6           |
| 7                       | 4   | Lando Norris      | McLaren-Mercedes             | 1:11.826  | 1:11.599  | 1:11.625  | 7           |
| 8                       | 16  | Charles Leclerc   | Ferrari                      | 1:12.038  | 1:11.626  | 1:11.682  | 8           |
| 9                       | 6   | Isack Hadjar      | Racing Bulls-Honda RBPT      | 1:12.211  | 1:12.003  | 1:11.867  | 121         |
| 10                      | 23  | Alexander Albon   | Williams-Mercedes            | 1:12.090  | 1:11.892  | 1:11.907  | 9           |
| 11                      | 22  | Yuki Tsunoda      | Red Bull Racing-Honda RBPT   | 1:12.334  | 1:12.102  | N/A       | 202         |
| 12                      | 43  | Franco Colapinto  | Alpine-Renault               | 1:12.234  | 1:12.142  | N/A       | 10          |
| 13                      | 27  | Nico Hülkenberg   | Kick Sauber-Ferrari          | 1:12.323  | 1:12.183  | N/A       | 11          |
| 14                      | 87  | Oliver Bearman    | Haas-Ferrari                 | 1:12.306  | 1:12.340  | N/A       | 13          |
| 15                      | 31  | Esteban Ocon      | Haas-Ferrari                 | 1:12.378  | 1:12.634  | N/A       | 14          |
| 16                      | 5   | Gabriel Bortoleto | Kick Sauber-Ferrari          | 1:12.385  | N/A       | N/A       | 15          |
| 17                      | 55  | Carlos Sainz Jr.  | Williams-Mercedes            | 1:12.398  | N/A       | N/A       | 16          |
| 18                      | 18  | Lance Stroll      | Aston Martin Aramco-Mercedes | 1:12.517  | N/A       | N/A       | 17          |
| 19                      | 30  | Liam Lawson       | Racing Bulls-Honda RBPT      | 1:12.525  | N/A       | N/A       | PL3         |
| 20                      | 10  | Pierre Gasly      | Alpine-Renault               | 1:12.667  | N/A       | N/A       | PL3         |
| 107 %-gränsen: 1:16.853 |     |                   |                              |           |           |           |             |
| Källor:                 |     |                   |                              |           |           |           |             |

Noter
- ^1  – Isack Hadjar fick tre platsers bestraffning efter att ha varit i vägen för Carlos Sainz Jr. i Q1.[3]
- ^2  – Yuki Tsunoda fick tio platsers bestraffning för att ha kört om Oscar Piastri under rödflagg i FP3.[3]
- ^3  – Liam Lawson och Pierre Gasly kvalade på 19:e respektive 20:e plats, men tvingades starta loppet från depån, då deras bilar modifierats under parc fermé och nya delar i power uniten använts.[3]

## Loppet
| Pos.    | Nr. | Förare            | Konstruktör                  | Varv | Tid/Bröt     | Placering | Poäng |
| ------- | --- | ----------------- | ---------------------------- | ---- | ------------ | --------- | ----- |
| 1       | 63  | George Russell    | Mercedes                     | 70   | 1:31:52.688  | 1         | 25    |
| 2       | 1   | Max Verstappen    | Red Bull Racing-Honda RBPT   | 70   | +0.288       | 2         | 18    |
| 3       | 12  | Kimi Antonelli    | Mercedes                     | 70   | +1.014       | 4         | 15    |
| 4       | 81  | Oscar Piastri     | McLaren-Mercedes             | 70   | +2.109       | 3         | 12    |
| 5       | 16  | Charles Leclerc   | Ferrari                      | 70   | +3.442       | 8         | 10    |
| 6       | 44  | Lewis Hamilton    | Ferrari                      | 70   | +10.713      | 5         | 8     |
| 7       | 14  | Fernando Alonso   | Aston Martin Aramco-Mercedes | 70   | +10.972      | 6         | 6     |
| 8       | 27  | Nico Hülkenberg   | Kick Sauber-Ferrari          | 70   | +15.364      | 11        | 4     |
| 9       | 31  | Esteban Ocon      | Haas-Ferrari                 | 69   | +1 varv      | 14        | 2     |
| 10      | 55  | Carlos Sainz Jr.  | Williams-Mercedes            | 69   | +1 varv      | 16        | 1     |
| 11      | 87  | Oliver Bearman    | Haas-Ferrari                 | 69   | +1 varv      | 13        |       |
| 12      | 22  | Yuki Tsunoda      | Red Bull Racing-Honda RBPT   | 69   | +1 varv      | 18        |       |
| 13      | 43  | Franco Colapinto  | Alpine-Renault               | 69   | +1 varv      | 10        |       |
| 14      | 5   | Gabriel Bortoleto | Kick Sauber-Ferrari          | 69   | +1 varv      | 15        |       |
| 15      | 10  | Pierre Gasly      | Alpine-Renault               | 69   | +1 varv      | PL        |       |
| 16      | 6   | Isack Hadjar      | Racing Bulls-Honda RBPT      | 69   | +1 varv      | 12        |       |
| 17      | 18  | Lance Stroll      | Aston Martin Aramco-Mercedes | 69   | +1 varv      | 17        |       |
| 181     | 4   | Lando Norris      | McLaren-Mercedes             | 66   | Kollision1   | 7         |       |
| DNF     | 30  | Liam Lawson       | Racing Bulls-Honda RBPT      | 53   | Överhettning | PL        |       |
| DNF     | 23  | Alexander Albon   | Williams-Mercedes            | 46   | Motor        | 9         |       |
| Källor: |     |                   |                              |      |              |           |       |

Noter
- ^1  – Lando Norris klassificerades då han körde mer än 90% av loppet, och fick fem sekunders bestraffning för att ha orsakat en kollision med Oscar Piastri. Bestraffningen påverkade ingenting, då han klassificerades på sista plats.[4]

## Ställning i mästerskapet efter loppet
| Pos. | Förare          | Poäng |
| ---- | --------------- | ----- |
| 1 ▬  | Oscar Piastri   | 198   |
| 2 ▬  | Lando Norris    | 176   |
| 3 ▬  | Max Verstappen  | 155   |
| 4 ▬  | George Russell  | 136   |
| 5 ▬  | Charles Leclerc | 104   |

| Pos.  | Konstruktör       | Poäng |
| ----- | ----------------- | ----- |
| 1 ▬   | McLaren-Mercedes  | 374   |
| 2 ▲ 1 | Mercedes          | 199   |
| 3 ▼ 1 | Ferrari           | 183   |
| 4 ▬   | Red Bull          | 162   |
| 5 ▬   | Williams-Mercedes | 55    |

- Notering: Endast de fem bästa placeringarna i vardera mästerskap finns med på listorna.